# Baleno (cacciatorpediniere)
Il Baleno è stato un cacciatorpediniere della Regia Marina.

## Storia
All'ingresso dell'Italia nella seconda guerra mondiale era inquadrato nella VIII Squadriglia Cacciatorpediniere, insieme ai gemelli Folgore, Fulmine e Lampo.
All'1.57 del 14 giugno 1940, in pattugliamento nel Golfo di Taranto, avvistò il sommergibile britannico Odin in emersione (tale unità era stata poco prima attaccata, e forse danneggiata, dal cacciatorpediniere Strale) e diresse per speronarlo; l'Odin s'immerse ed il Baleno lanciò due bombe di profondità che probabilmente danneggiarono l'unità nemica, poi effettuò un secondo passaggio con il lancio di altre tre cariche: colpito, l'Odin affondò con tutto l'equipaggio.
Alle 14.10 del 7 luglio salpò da Taranto insieme ai gemelli, alle corazzate Giulio Cesare e Conte di Cavour ed alla VII Squadriglia Cacciatorpediniere (Freccia, Dardo, Saetta, Strale) in appoggio ad un convoglio per la Libia (trasporti truppe Esperia e Calitea, motonavi Marco Foscarini, Francesco Barbaro e Vettor Pisani, scortate dalle torpediniere Orsa, Procione, Orione, Pegaso, Abba e Pilo).
Tale formazione si unì poi alla I e II Squadra Navale, partecipando alla battaglia di Punta Stilo del 9 luglio.
All'inizio del 1941 subì alcuni lavori di modifica, che comportarono lo sbarco di tutte le mitragliere preesistenti e la loro sostituzione con 6 mitragliere da 20 mm.
Il 24 febbraio 1941 scortò da Napoli a Tripoli, insieme ai cacciatorpediniere Saetta, Geniere e Camicia Nera ed alle torpediniere Aldebaran ed Orione, i trasporti truppe Marco Polo, Conte Rosso, Esperia e Victoria. Come scorta indiretta si aggiungevano gli incrociatori leggeri Diaz e Bande Nere ed i cacciatorpediniere Ascari e Corazziere: l'indomani il sommergibile britannico Upright silurò il Diaz, che s'inabissò in posizione 34°33' N e 11°45' E, trascinando con sé la maggior parte del proprio equipaggio.
Nella mattinata dell'8 marzo fu inviato in supporto all'incrociatore ausiliario Attilio Deffenu, impegnato nel recupero dei naufraghi del piroscafo Fenicia, affondato dal sommergibile HMS Unique: diede la caccia al sommergibile con bombe di profondità, senza colpirlo ma dissuadendolo dall'attaccare il Deffenu.
Dall'8 al 12 marzo scortò – insieme ai cacciatorpediniere Fulmine e Turbine – un convoglio composto dai trasporti Alicante, Arcturus, Rialto e Wachtfels, in rotta Napoli-Tripoli.
Il 1º aprile salpò da Napoli diretto a Tripoli, di scorta – insieme ai cacciatorpediniere Euro e Tarigo ed alle torpediniere Polluce e Partenope – ad un convoglio composto dai trasporti truppe Esperia, Conte Rosso, Marco Polo e Victoria: le navi giunsero a destinazione l'indomani.
Il 13 aprile, di sera, salpò da Napoli per Tripoli al comando del capitano di corvetta Giuseppe Arnaud per scortare, insieme ai cacciatorpediniere Lampo e Tarigo, il convoglio «Tarigo», formato dai piroscafi Arta, Adana, Aegina, Iserlohn e Sabaudia, carichi di munizioni, carburante, veicoli, carri armati, truppe ed equipaggiamenti per l'Afrika Korps. Nella notte tra il 14 ed il 15 il convoglio fu disperso dal maltempo; ricomposto, fu poi avvistato da ricognitori britannici. Alle 2.20 del 16 aprile, giunto all'altezza delle secche di Kerkenna (costa tunisina) il convoglio fu attaccato a sorpresa dai cacciatorpediniere HMS Jervis, HMS Janus, HMS Nubian e HMS Mohawk: nel violento scontro che ne seguì affondarono il Tarigo, il Sabaudia, l'Aegina e l'Iserlohn, nonché il britannico Mohawk (silurato dal Tarigo); l'Arta, l'Adana ed il Lampo, ridotti a relitti galleggianti, finirono incagliati sulle secche. All'inizio del combattimento il Baleno, che procedeva di lato al convoglio, fu cannoneggiato dalle navi inglesi senza aver il tempo di reagire: il primo proiettile esplose in plancia falciando gli ufficiali (tra tutti gli ufficiali della nave vi fu un solo superstite, benché gravemente ferito, il direttore di macchina capitano del Genio Navale Edoardo Repetto di Borgonovo) e ferendo a morte il comandante Arnaud, altri due perforarono lo scafo e centrarono la sala macchine, mettendo i motori fuori uso; in fiamme, immobilizzato e con l'armamento fuori uso, con quasi tutto l'equipaggio morto o ferito, il Baleno andò ad incagliarsi sulle secche di Kerkennah. I sopravvissuti furono solo 37.
Irrimediabilmente danneggiato ed ormai abbandonato dall'equipaggio superstite, il Baleno si capovolse ed affondò al tramonto del 17 aprile, a 3 miglia per 240° dalla boa n. 4 delle secche di Kerkennah.
Il Baleno aveva effettuato complessivamente 64 missioni di guerra (3 con le forze navali, 7 di caccia antisommergibile, 22 di scorta convogli, 5 addestrative e 27 di trasferimento o di altro tipo), percorrendo 18.782 miglia e trascorrendo 33 giorni ai lavori.
Nel 1950-1951 il relitto della nave venne individuato a scarsa profondità dalla società «MICOPERI» (Minio Contivecchi Recuperi) e parzialmente smantellato per recuperarne i metalli pregiati.

### Comandanti
Capitano di corvetta Carlo Maffei Faccioli (nato a Vigevano il 18 febbraio 1904) (10 giugno 1940 - 2 gennaio 1941)
Capitano di corvetta Giuseppe Arnaud (nato a Torino il 14 maggio 1906) (+) (3 gennaio - 16 aprile 1941)